# 카펠런

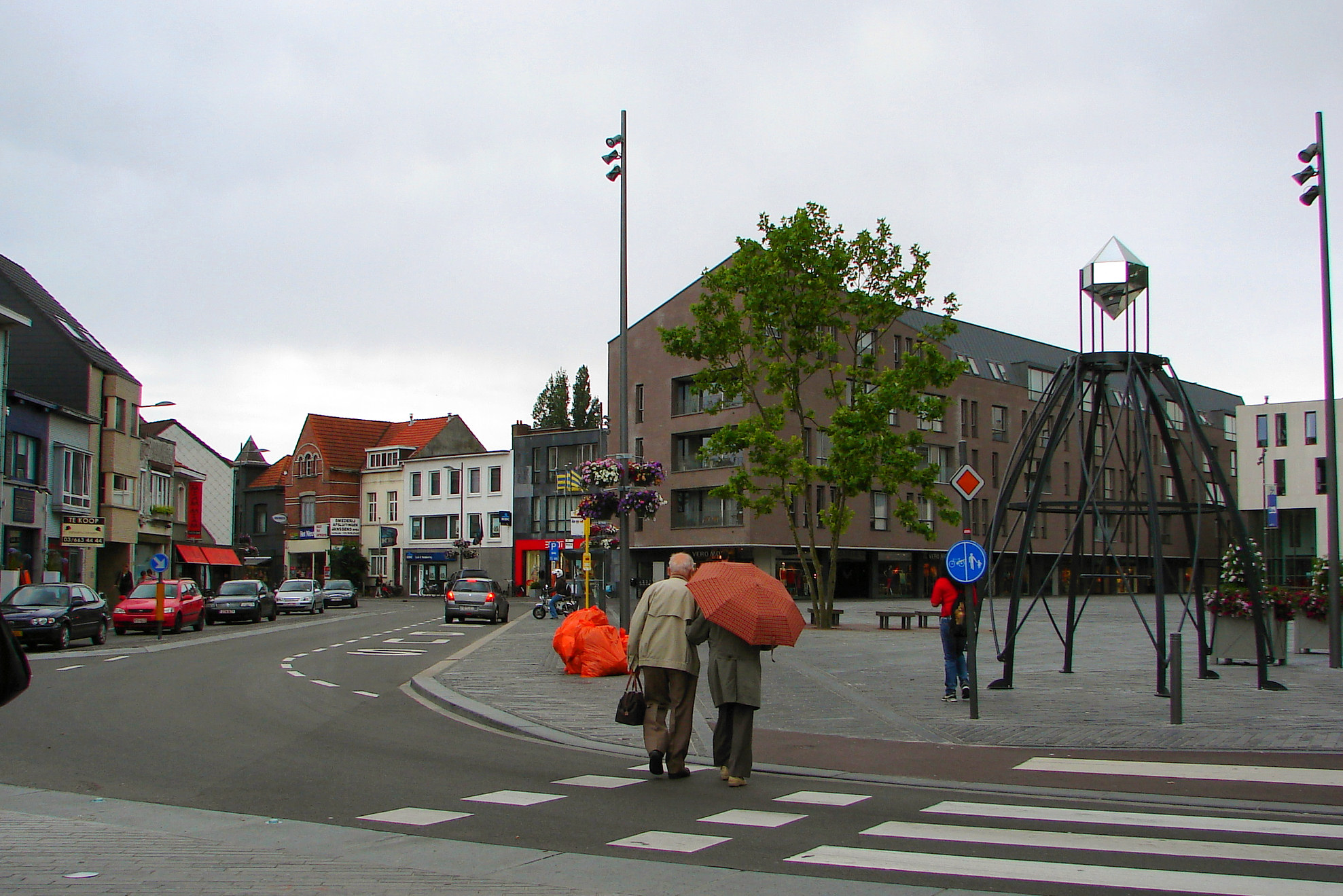
카펠런

카펠런(네덜란드어: Kapellen)은 벨기에 플랑드르 지역 안트베르펜주에 위치한 도시로 면적은 37.11km2, 인구는 26,745명(2016년 1월 1일 기준), 인구 밀도는 720명/km2이다.

시기
시 문장